# 汇德隆银隆百货

A座与B座

A座与B座

汇德隆银隆百货是位于杭州市萧山区市心中路东侧的一家大型商场，隶属于浙江汇德隆实业集团有限公司。地处地铁2号线杭发厂站C口，商场A座（位于北侧）、B座（位于南侧）分别于2009年12月和2015年5月开业，两座建筑面积12.2万平米。位于彩虹大道南侧的C座在建中（B座以南，通过人行天桥与B座和A座相连），三座总建筑面积将达20万方。

## 简介

建设中的C座

C座项目总投资约7亿元，占地约20亩，建筑面积7万多平米。连接银隆百货A、B、C座的连廊是萧山区首座空中天桥，项目负责人“希望通过打造这个项目，扩大银隆商圈影响力，将这里打造成为网红打卡点，成为萧山标志性建筑，吸引更多客流。”

## 交通

杭发厂站C口与银隆百货B座

银隆百货位于杭州地铁2号线杭发厂站C口；可乘公交车705、355、730、729路到达银隆百货站。